# 14026 Esquerdo
14026 Esquerdo (1994 ST7) là một tiểu hành tinh vành đai chính được phát hiện ngày 28 tháng 9 năm 1994 bởi Spacewatch ở Kitt Peak.